# Michael Onyemachara
Michael Onyemachara (13 gennaio 1970) è un ex calciatore ed ex giocatore di calcio a 5 nigeriano.

## Carriera
Come calciatore, Onyemachara è stato vicecampione del mondo con la Nigeria al Campionato mondiale di calcio Under-20 1989 mentre come calcettista ha partecipato al FIFA Futsal World Championship 1992 a Hong Kong dove la nazionale africana, unica del suo continente, è stata eliminata al primo turno giungendo ultima nel girone con Argentina, Polonia e Hong Kong.